# Pasztet strasburski

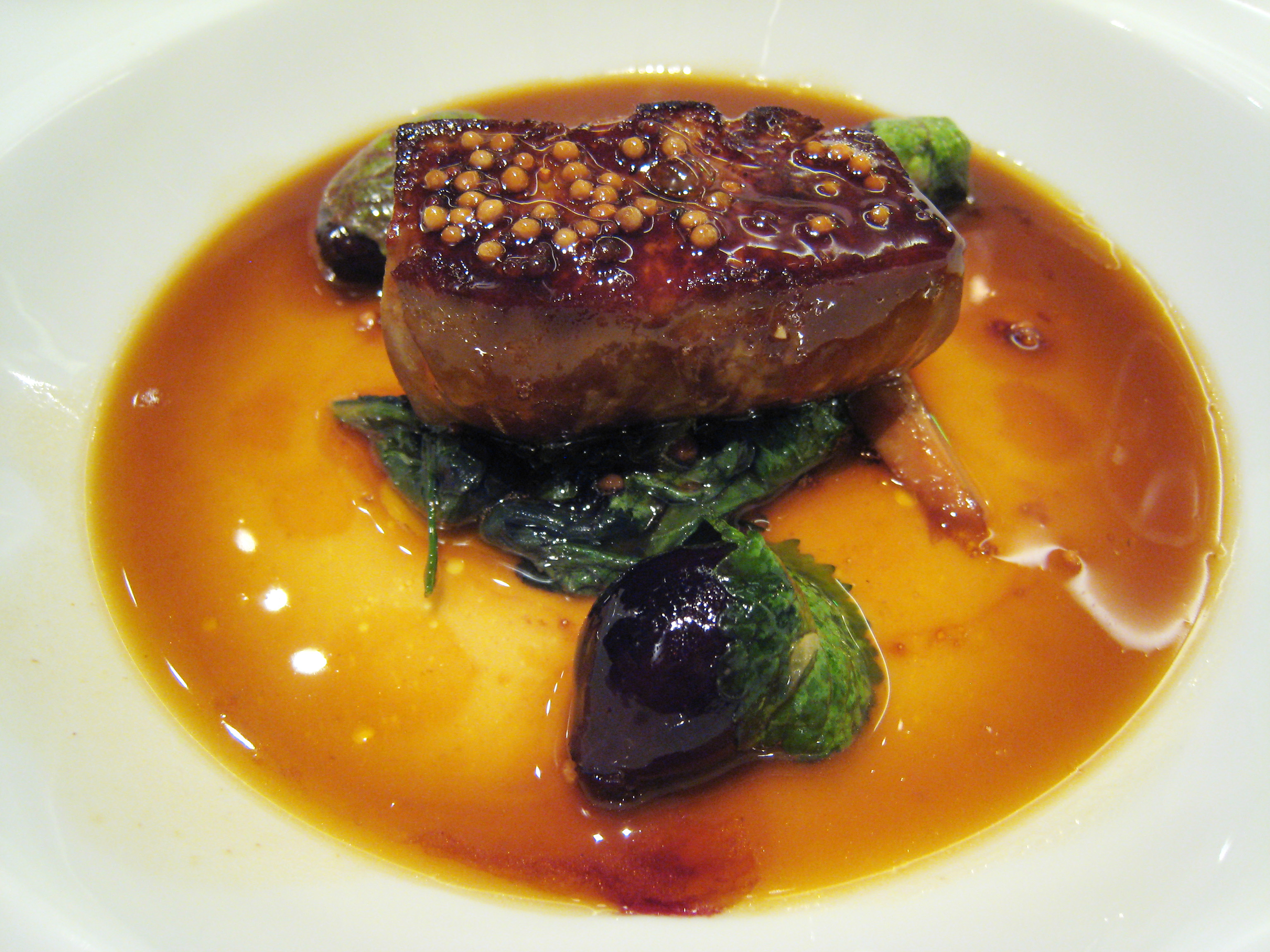
Foie gras z ziarnami gorczycy i cebulkami w sosie z kaczki

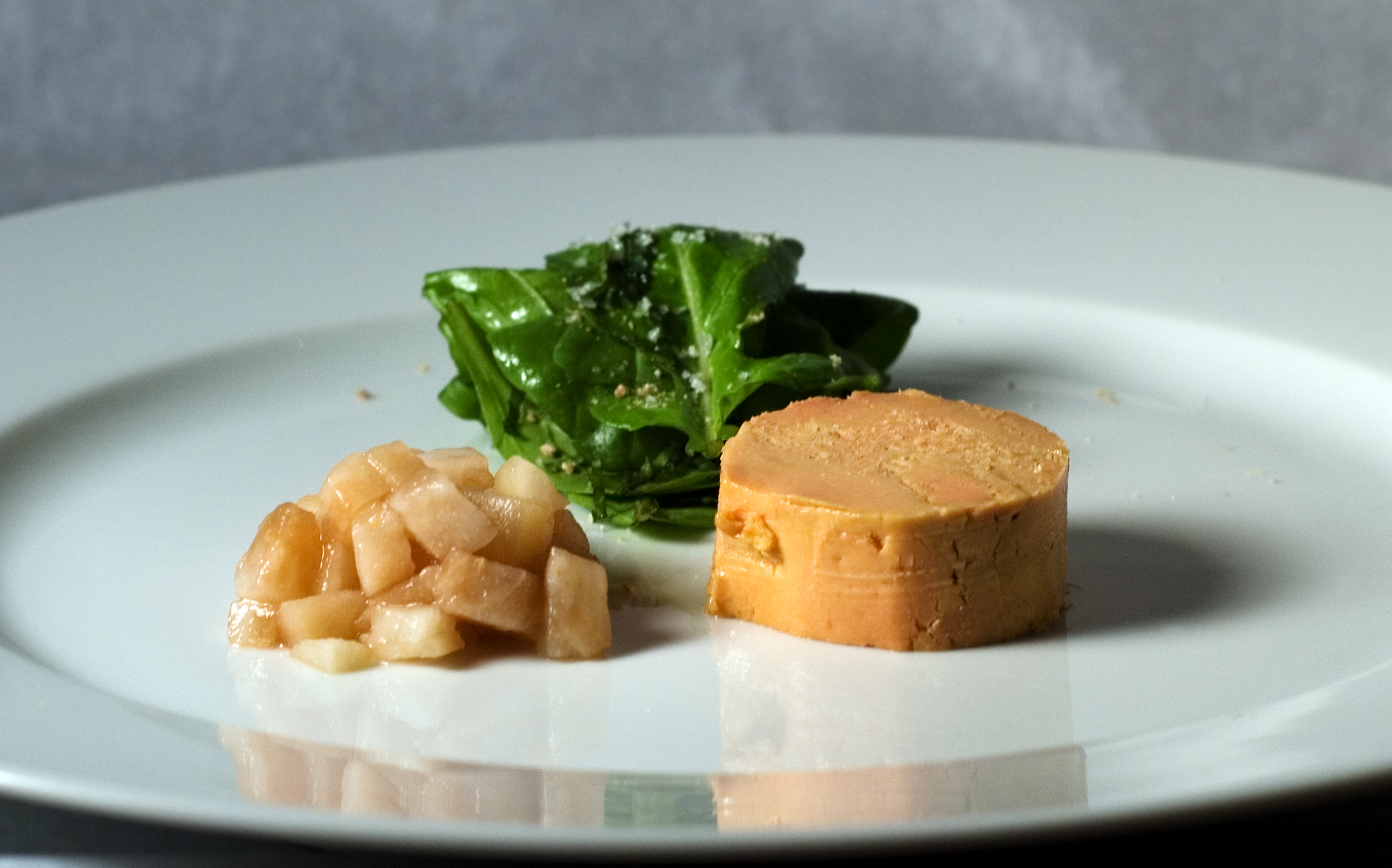
Pasztet strasburski (po prawej)

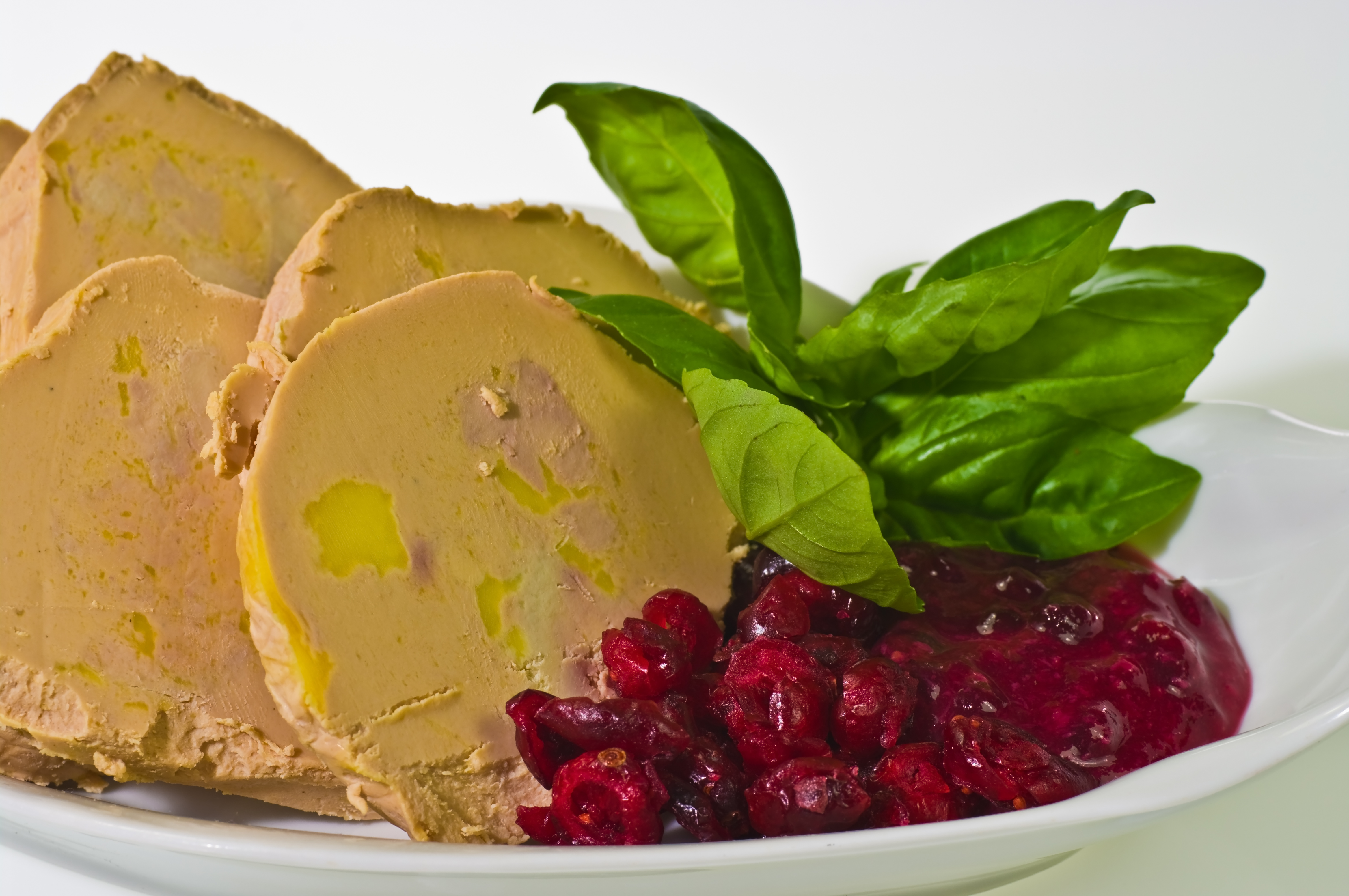
Foie gras z sosem typu cumberland

Pasztet strasburski, foie gras — pasztet produkowany ze stłuszczonych wątróbek kaczych i gęsich. Tradycyjne świąteczne danie kuchni francuskiej i jedna z najdroższych potraw tej kuchni.
Foie gras serwuje się na ciepło: pokrojone na plastry i usmażone na tłuszczu kaczym lub gęsim albo w formie pasztetu; na zimno: ugotowane w formie do pasztetu lub w słoiku, przyprawione solą i przyprawami, ewentualnie armagnakiem. 
Oryginalne foie gras uzyskuje się z wątróbek kaczek i gęsi określonych ras:
- kaczka mulard — niepłodny mieszaniec kaczy uzyskany ze skrzyżowania kaczora kaczki piżmowej z kaczką pekińską;
- kaczka piżmowa (kaczka Barbarie);
- gęś landes;
- gęś tuluska.

W celu uzyskania 2–10-krotnie powiększonej patologicznie wątroby (choroba zwana stłuszczeniem wątroby), 3–6 miesięczne kaczki i gęsi przeznaczone na foie gras trzymane są w klatkach i karmione karmą wtłaczaną do przełyku ptaków za pomocą zgłębnika (sondy): 2 razy dziennie (kaczki), 4 razy dziennie (gęsi) przez okres 2–3 tygodni przed ubojem. Dzienna porcja wtłaczanej karmy wynosi do 1,8–1,9 kg. Tucz przymusowy kaczek i gęsi na foie gras, w rażący sposób naruszający ich dobrostan i uważany za okrucieństwo wobec zwierząt, jest prawnie zakazany w wielu państwach świata, w Polsce od 2000.

## Produkcja stłuszczonych wątróbek
W 2005 światowa produkcja takich wątrób wyniosła 23 500 ton, z tego zdecydowaną większość stanowiły wątroby kacze. Światowym liderem jest Francja, która wytwarza 78,5% tego produktu (18 450 ton, w tym 96% kaczych wątrób, a 4% gęsich).
Ze względu na to, że zdaniem obrońców praw zwierząt przymusowy tucz drobiu wodnego jest niehumanitarny, wiele krajów wprowadziło zakaz takiego tuczu i nie produkuje ani tego typu wątrób, ani pasztetów strasburskich. W Europie zakaz obowiązuje w:
- 6 z 9 krajów związkowych (landów) Austrii,
- Czechach,
- Danii,
- Finlandii,
- Holandii,
- Irlandii,
- Luksemburgu,
- Niemczech[3],
- Norwegii[4],
- Polsce[5],
- Szwajcarii,
- Szwecji,
- Wielkiej Brytanii[6],
- Włoszech[7].

Najwięksi producenci foie gras w 2011: Francja, Bułgaria, Węgry, Hiszpania, Chiny.
W sierpniu 2024 istniejąca od 3 lat firma Gourmey SAS z siedzibą w Paryżu złożyła do Europejskiego Urzędu ds. Bezpieczeństwa Żywności (EFSA) pierwszy w Unii Europejskiej wniosek o zezwolenie na produkt mięsny na bazie komórek, czyli pasztet z wątróbek kaczych (foie gras). Gdy hodowane foie gras zostanie uznane za bezpieczne i dopuszczone do sprzedaży, konsumenci w UE będą mieli możliwość delektowania się foie gras bez związanych z tym negatywnych skutków ubocznych dla dobrostanu zwierząt i środowiska. Gourmey twierdzi, że wytwarza swój produkt bez składników pochodzenia zwierzęcego, takich jak płodowa surowica bydlęca, i bez antybiotyków.